# Gloria Kotnik
Gloria Kotnik, slovenska deskarka na snegu, * 1. junij 1989, Velenje.
Gloria Kotnik je za Slovenijo nastopila na štirih zimskih olimpijskih igrah, leta 2022 je osvojila bronasto medaljo v paralelnem veleslalomu.